# 막벽

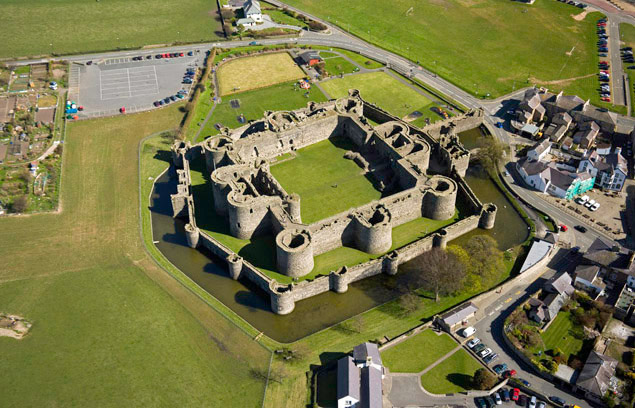

막벽(幕壁, curtain wall)은 중세 성관의 안뜰을 둘러싼 방벽이다. 중세 이후 요새화에서는 성관이나 요새의 두 보루 사이에 있는 방벽을 가리키기도 한다.

## 같이 보기
- 성곽